# Uffholtz
Uffholtz è un comune francese di 1 610 abitanti situato nel dipartimento dell'Alto Reno nella regione del Grand Est.

## Società

### Evoluzione demografica
Abitanti censiti